# Casamento entre pessoas do mesmo sexo na Bélgica
O reconhecimento do casamento entre pessoas do mesmo sexo na Bélgica é legal desde que a Lei da União Civil entrou em vigor no país, em 1 de junho de 2003. A aprovação da lei fez da Bélgica o segundo país do mundo a reconhecer as uniões homoafetivas, após a Holanda, seu país vizinho.

## História
No final de 1990, as organizações de direitos gays na Bélgica fez passeatas para a legalização do casamento homossexual. O direito civil belga não deixava claro explicitamente que apenas duas pessoas do sexo oposto eram permitidas a se casar, já que isto era considerado como algo já evidente. As tentativas de senadores em adicionar à lei o termo "homem e mulher" para a permissao do casamento, na década de 90, nunca avançaram.
Em 1995, um projeto de lei foi introduzido no Parlamento Federal Belga para fornecer um quadro jurídico de "acordos de convivência". Ele foi concebido principalmente como uma resposta às taxas de casamento que diminuíam, ao invés de dar direitos aos casais do mesmo sexo. Em 1998, o projeto foi alterado para "coabitação legal" e, finalmente, votado. A Câmara dos Deputados aprovou o projeto com 98 votos favoráveis e 10 contrários, com 32 abstenções. No Senado o projeto foi aprovado com 39 votos favoráveis e 8 contrários, com 19 abstenções. A Lei de 23 de novembro de 1998 dá direitos limitados aos casais registrados do mesmo sexo. A lei foi publicada legalmente em 12 de janeiro de 1999.

### Alterações subsequentes
Originalmente, a Bélgica apenas permitia que os casamentos de casais do mesmo sexo estrangeiros se o seu país de origem também permitisse essas uniões. A legislação promulgada em outubro de 2004 no entanto, permite que qualquer casal se case na Bélgica, se pelo menos um dos cônjuges tenha vivido no país por um período mínimo de três meses.
A lei do casamento homossexual não permitia a adoção por parceiros do mesmo sexo, e como o nascimento dentro de um casamento do mesmo sexo não implica afiliação, o cônjuge do mesmo sexo do pai biológico não tinha maneira de se tornar o pai legal. Uma proposta para permitir a adoção foi aprovada pela Câmara dos Deputados em 1 de Dezembro de 2005, com 77 votos favoráveis e 62 contrários (com 7 abstenções). e pelo Senado em 20 de abril de 2006, com 34 votos favoráveis e 33 votos contrários (com duas abstenções). Ele recebeu aprovação real em 18 de maio de 2006 e entrou em vigor em 30 de junho de 2006.
A desigualdade jurídica em relação aos casais heterossexuais ainda existiam no que diz respeito às crianças: o marido da mãe biológica é automaticamente reconhecido legalmente como o pai (pelo artigo 135 do Código Civil), mas este não era o caso de um casal do mesmo sexo para a esposa da mãe. Para ser reconhecido como o co-mãe, ela teve que completar um processo de adoção. Isso representou a grande maioria dos casos de adoção na Bélgica por casais homoafetivos. O Governo Rupo Di prometeu corrigir isso, e em 2014, como a Holanda aprovou recentemente uma legislação semelhante, organizações LGBT pressionaram o governo sobre a sua promessa. Posteriormente, os legisladores trabalharam para chegar a um acordo sobre uma solução. Um projeto de lei para esse fim foi aprovado pelo Senado em 03 de abril de 2014 em uma votação de 48 votos favoráveis e 2 contrários (com uma abstenção), e pela Câmara dos Deputados em 23 de abril com 114 votos favoráveis e 10 votos contrários (com uma abstenção). O projeto de lei recebeu aprovação real em 5 de maio.
Desde dessa mudança, casais femininos do mesmo sexo são tratados de forma igual aos casais heterossexuais: o co-mãe casado com a mãe é automaticamente reconhecido como pai, e um parceiro não casado pode reconhecer formalmente a criança no registro civil. Uma solução equivalente para casais do mesmo sexo masculino não foi acordado, devido à controvérsia em torno da barriga de aluguel.

## Estatísticas
De acordo com o Jornal Oficial belga, cerca de 300 casais do mesmo sexo se casaram entre junho de 2003 e abril de 2004 (245 em 2003 e 55 em 2004). Isto constituiu 1,2% do número total de casamentos na Bélgica durante esse período. Dois terços dos casais eram do sexo masculino e um terço do sexo feminino. Em 22 de julho de 2005, o governo belga anunciou que um total de 2.442 casamentos de casais do mesmo sexo tinham ocorrido no país desde a extensão dos direitos matrimoniais, dois anos antes. A tabela a seguir resume o número de pessoas casadas em casamentos do mesmo sexo.
| Ano  | Casal masculino | Casal feminino | Total |
| ---- | --------------- | -------------- | ----- |
| 2004 | 1244            | 894            | 2138  |
| 2005 | 1160            | 894            | 2054  |
| 2006 | 1191            | 1057           | 2248  |
| 2007 | 1189            | 1111           | 2300  |
| 2008 | 1148            | 1035           | 2183  |
| 2009 | 1133            | 894            | 2027  |
| 2010 | 1062            | 1102           | 2164  |

## Opinião pública
O 2006, o Eurobarómetro constatou que 62% dos entrevistados belgas concordavam que casamentos do mesmo sexo devem ser permitido na Europa.
Uma pesquisa realizada em 2008 pela Delta Lloyd Life descobriu que 76% dos belgas aceitavam o casamento homossexual e 46% dos belgas pensam que casais do mesmo sexo podem criar filhos tão bem quanto os casais de sexo oposto. Em maio de 2013, uma pesquisa do Ipsos descobriu que 67% dos entrevistados eram a favor do casamento homossexual e outros 12% suportavam outra forma de reconhecimento para casais do mesmo sexo. A mesma pesquisa constatou que 71% dos belgas concordavam que casais do mesmo sexo pudessem adotar crianças.